# Остапенко, Степан Кузьмич
Степан Кузьмич Остапенко (28 марта 1909, Балаковский район, Нижне-Волжский край — 30 октября 1943, Криворожский район, Днепропетровская область) — начальник разведки 131-го гвардейского артиллерийского полка 62-й гвардейской стрелковой дивизии, гвардии старший лейтенант, Герой Советского Союза (1944).

## Биография
Родился 28 марта 1909 года в деревне Дмитриевке (ныне — Балаковского района Саратовской области). Русский. Окончил Терсинский сельскохозяйственный техникум в 1931 году и Высшую сельскохозяйственную школу в 1936 году. В период с 1931 по 1934 год работал техником-животноводом в совхозе «Пограничный», накануне Великой Отечественной войны был редактором районной газеты.
В ряды Красной армии призван в 1940 году. Участвовал в советско-финлядской войне 1939—1940 годов. Повторно призван в 1941 году. С июля 1942 года до октября 1943 года сражался на Воронежском, Степном и 2-м Украинском фронтах. Принимал участие в боях под Воронежем, в Курской битве и освобождении Украины.
В ночь на 30 сентября 1943 года воинское подразделение под командованием Степана Остапенко вместе с передовыми отрядами пехоты переправилось через Днепр и заняло плацдарм, который не превышал четверти квадратного километра. Батальон занимался узкую полосу берега с вражескими траншеями. Враг выдвинул на советских воинов цепь автоматчиков с танками. Степан Остапенко, определив участок с наибольшей численностью вражеских автоматчиков, вызвал огонь на этот участок, в результате чего было уничтожено несколько десятков гитлеровцев. Однако, враг в ответ на этот огонь усилил контратаку. Степан Остапенко повторно вызвал шквальный огонь на наступающего врага, который оставив на поле сражения пять подбитых танков и около сотни убитых, был вынужден отступить.
4 октября враг предпринял повторную попытку захватить плацдарм. Около десятка вражеских танков смяли порядки одной из стрелковых рот и прорвались к наблюдательному пункту, в котором находился Степан Остапенко и начальник разведки 2-го дивизиона старший лейтенант Николай Рудометов. Степан Остапенко и Николай Рудометов вызвали огонь на себя. Огнём, которым в этот день руководил Степан Остапенко, были отражены три вражеских контратаки и уничтожено три вражеских танка и несколько десятков автоматчиков. В результате действий батальона Степана Остапенко был удержан плацдарм на западном берегу Днепра около села Ясиноватка.
Похоронен в братской могиле в селе Лозоватка Криворожского района Днепропетровской области. Командованием был представлен к присвоению звания Герой Советского Союза.
Указом Президиума Верховного Совета СССР «О присвоении звания Героя Советского Союза генералам, офицерскому, сержантскому и рядовому составу Красной Армии» от 22 февраля 1944 года за «образцовое выполнение боевых заданий командования при форсировании реки Днепр, развитие боевых успехов на правом берегу реки и проявленные при этом отвагу и геройство» удостоен посмертно звания Героя Советского Союза.

## Награды
- Медаль «Золотая Звезда» (22 февраля 1944);
- Орден Ленина (22 февраля 1944);
- Медаль «За отвагу».